# Солнечная энергетика России
Солнечная энергетика России — отрасль российской электроэнергетики, обеспечивающая энергоснабжение при помощи непосредственного использования солнечной энергии (с использованием солнечных электростанций или СЭС). В 2022 году мощность солнечной энергетики составляла 1 816 МВт. По состоянию на 1.01.2023 года, в Единой энергосистеме России эксплуатировались солнечные электростанции общей установленной мощностью 1788 МВт, что составляет 0,72 % от общей мощности электростанций ЕЭС России, в 2022 году они произвели 2109 млн кВт·ч электроэнергии (0,2 % общей выработки энергосистемы).

## Солнечные электростанции России
Крупнейшая солнечная электростанция России, по состоянию на 2021 год, эксплуатируется в Республике Калмыкия, это Аршанская СЭС с установленной мощностью 115,6 МВт, вторая СЭС «Перово» (Крым) с установленной мощностью 105,6 МВт, третья Старомарьевская СЭС с установленной мощностью 100 МВт. Мощность более 50 МВт имеют также Самарская СЭС (3 очереди, Самарская область) — 75 МВт, СЭС «Николаевка» — 69,7 МВт (Крым), Ахтубинская СЭС (4 очереди, Астраханская область) — 60 МВт, Фунтовская СЭС (4 очереди, Астраханская область) — 60 МВт.
Большинство солнечных электростанций эксплуатируется в объединённой энергосистеме (ОЭС) Юга — 445 МВт. В ОЭС Урала работают СЭС общей мощностью 239 МВт, в ОЭС Средней Волги — 95 МВт и в ОЭС Сибири — 55,2 МВт.

## История
В июне 1980 года в СССР был утвержден проект строительства солнечной электростанции на Крымском полуострове, получившей название СЭС-5 (Крымская СЭС). Станция была спроектирована по гелиотермической схеме, основанной на нагреве расположенной на башне ёмкости с теплоносителем при помощи системы зеркал. Установленная мощность электростанции составляла 5 МВт. Строительство СЭС-5 было начато в 1981 году, станция была введена в эксплуатацию в 1985 году. СЭС-5 создавалась как экспериментальная станция для отработки технологий создания значительно более мощных солнечных электростанций, но эти планы реализованы не были. СЭС-5 была выведена из эксплуатации в 1995 году и впоследствии демонтирована.
Первая в России фотоэлектрическая солнечная электростанция мощностью 0,1 МВт была введена в эксплуатацию в 2010 году в Белгородской области. В 2012 году в п. Ючугей была введена в эксплуатацию солнечная электростанция мощностью 20 кВт, всего в 2012—2017 годах в зоне децентрализованного энергоснабжения Якутии были введены в эксплуатацию 19 солнечных электростанций общей мощностью 1601 кВт, включая крупнейшую в мире электростанцию за полярным кругом, СЭС «Батагай» мощностью 1 МВт.
В результате аннексии Крыма в 2014 году под контроль России перешли четыре крупные солнечные электростанции общей мощностью 185,5 МВт, построенные в 2010—2012 годах австрийской компанией «Activ Solar». В 2015 году в Крыму была введена в эксплуатацию СЭС «Николаевка» мощностью 69,7 МВт.
Активное развитие солнечной энергетики в России началось после реализации государством системы мер по поддержке возобновляемой энергетики, включая проведение конкурсных отборов проектов ВИЭ — солнечных электростанций, ветровых электростанций и малых ГЭС. Отобранные на конкурсе проекты окупаются за счет установления повышенной платы за мощность. По результатам проведенных в 2013—2019 годах конкурсных отборов были отобраны к реализации проекты солнечных электростанций общей мощностью 1858,3 МВт, с вводом в 2015—2022 годах. В результате в 2015 году были введены в эксплуатацию 4 СЭС общей мощностью 40,2 МВт, в 2016 году — 5 СЭС общей мощностью 30 МВт, в 2017 году — 30 СЭС общей мощностью 356,9 МВт, в 2018 году — 14 СЭС общей мощностью 285 МВт, в 2019 году (по состоянию на 14 сентября) — 17 СЭС общей мощностью 257,5 МВт. Основными инвесторами в сетевые СЭС были ГК «Хевел», ООО «Солар Системс» (подразделение китайской Amur Sirius) и ПАО «Т-Плюс». Разработкой фотоэлектрических модулей занимается Физико-технический институт им. А. Ф. Иоффе.

## Потенциал
Теоретический потенциал солнечной энергетики в России оценивается более чем в 2300 млрд тонн условного топлива, экономически эффективный к использованию потенциал — в 12,5 млн т.у.т. По причине большой площади России, уровень солнечной радиации изменяется от 810 кВт·ч/м² в год в северных районах страны до 1400 кВт·ч/м² в год в южных районах. Большое влияние на величину солнечной радиации оказывают сезонные колебания, вследствие высокоширотного расположения территории России, в частности на 55 градусов с. ш. солнечная радиация в январе составляет 1,69 кВт·ч/м², а в июле — 11,41 кВт·ч/м² в день. Наибольший потенциал солнечной энергии находится на Северном Кавказе, районах прилегающих Чёрному и Каспийскому морям, в Южной Сибири и на Дальнем Востоке: Калмыкия, Ставропольский край, Ростовская область, Краснодарский край, Волгоградская область, Астраханская область, Алтай, Приморье, Забайкальский край, Бурятия.